# はだしのゲンの登場人物
はだしのゲンの登場人物（はだしのゲンのとうじょうじんぶつ）では、中沢啓治自身による原爆の被爆体験を元にした自伝的漫画、『はだしのゲン』の登場人物について解説する。なお、映像化などが行われた際のキャストについては、親記事の実写映画・アニメ映画・テレビドラマを参照。

## 登場人物について
『はだしのゲン』は登場人物の入れ替わりが激しく、全巻に登場している人物は主人公のゲン / 中岡元だけである。原爆投下後の広島の惨状について触れるシリアスなストーリーであるために、ゲンの身内や仲間は劇中で死亡したり、別れたり会えなくなったりしてフェードアウトするケースが多い。
ゲンの同居するメンバーは1巻では家族だったが、2巻の原爆投下により父・大吉、姉・英子、弟・進次を失って母・君江と原爆投下直後に生まれた妹・友子だけとなる。3巻では近藤隆太が加わり、予科練に行っていた長兄・浩二と集団疎開していた次兄・昭と再会したものの、4巻にて隆太と別れることとなって友子と死別。5巻にて隆太と再会するが、隆太達の都合で中岡家とは別の家に暮らすことになる。7巻の君江の死まで生き残った兄弟と暮らしていたが、それぞれの目標のために別れた後、市役所の委託を受けた業者により家を撤去されたことで、9巻以降は原爆孤児の隆太と勝子、ゲンの知り合いという縁で加わった大原夏江と同居することとなる。隆太は4巻でゲンと別れて以降隆太軍団とヤクザ生活を送り、ヤクザの世界から縁を切った後に平山松吉を養父代わりとしたが、夏江共々死亡し、以降長らくゲン・隆太・ムスビ・勝子の4人のメンバーで同居することとなる。しかし物語完結直前にてムスビが命を落としたことで、最終的にはゲン・隆太・勝子が生き残ることになった。
登場人物紹介で触れる実在の人物は顔の描写がありなおかつ作中に影響がある人物であり、名前だけ登場の人物（例：トルーマン、アイゼンハワー）や、顔が出ても作中に影響がない人物（例：山本富士子、吉田茂）ついては本項では触れない。

## 中岡家
中岡 元（なかおか げん）
この作品の主人公。通称「ゲン」。中岡家の第四子・三男。1937年生まれ。登場時は国民学校（小学校）2年生。以後は小学校4年生、中学校1年生、中学卒業後の順に章立てが成されていく。お調子者だが、根は真面目な性格。後に､次男の昭から｢段々頑固な父ちゃんに似てきた｣と評される。原爆投下の際に女性に呼び止められたことにより建物の塀の影に入っていたため、熱線の直撃を受けず奇跡的に助かった。原爆症の影響で直後に脱毛してしまうが後に再び生え揃った。原爆で父の大吉・姉の英子・弟の進次を亡くしながらもたくましく生きていく。特技は絵画と浪曲と読経(白骨章があるため浄土真宗)。また、浪曲を朗々と詠み上げたり、英語の歌やお経を短期間で習得しており、一目見ただけで光子の肖像画を正確に描く等、記憶力にも優れている。物語の途中からケンカの強さを身に着け、相手の股間への頭突きや手足への噛み付きが得意技。同年代相手や集団相手にもほぼ負け知らずで、時にはヤクザや元軍人、刃物を所持した相手にも立ち向かう。自ら「鍛え方が違う」と相手に度々言うほどの修羅場をくぐっている。
尊敬する相手は両親。小学校の作文では国民は「天皇陛下の子供」という考えが教育や風習として浸透している戦時中にもかかわらず、クラスで一人だけ「父ちゃんの子供」と言って担任教師から殴られたほどである。そのため、母の君江が亡くなった時には、彼女の遺体を持ってマッカーサー元帥や天皇の下へ行き、広島へ原爆を投下したことを非難しに行こうとする程だった（しかし、兄の浩二に止められ未遂に終わる）。両親は死後も回想シーンに幾度か登場しており、逆境に気持ちが折れかけても彼らの言葉に励まされ成長していく。初恋の相手は中尾光子であり、当初は光子が犬猿の仲の中尾重蔵の娘と知って落胆したが、自分が描いた光子の似顔絵を隆太が見せることで仲介し、それが縁で2回デートしたが、光子は原爆症で急死してしまう。
思想は戦時中の大吉の強い影響および戦争直後における悲惨な体験から、軍国主義や天皇制をその元凶と信じている。戦争を憎んでいるために、戦争を美化したりわずかでも肯定する者に対しては厳しく、大人に対しても鉄拳制裁を加えることがある。アメリカに対しても原爆投下以外に進駐軍兵士の横暴さや被爆者を食い物にする組織を目撃した影響などから快く思っていないが、被爆死したアメリカ兵の捕虜に対しては哀れむ様子も見せている。一方、大吉の影響と朴との交流で、当時差別の対象となっていた朝鮮人に対しては蔑視が無い。
小学校や中学校に通っているものの、隆太と関わったり、仕事でお金を稼ぐのを優先してズル休みをしていることが多い。また、命を尊重しており、お金よりも人の命を優先している。
最後は、ムスビの復讐で人殺しをした隆太が勝子と共に東京へ逃走したことで別れることになったが、中学生の頃知り合った天野の影響で画家を目指すようになり、彼の助言を経て未来を切り開くために生まれ育った広島と麦畑に別れを告げ、隆太達と同じ東京に旅立つ。なお、幻となった続編の構想では、フランスで絵の修業をすることになっていた。
モデルとなった人物は作者本人。原爆が投下された時、女性に呼び止められて助かったのは事実だが、作者本人は元より一つ年下で当時国民学校1年生である。また、被爆時の脱毛も実際は後頭部にとどまっており、原因は火傷の放置によるものである。
中岡 大吉（なかおか だいきち）
ゲン・浩二・昭・英子・進次・友子の父親。下駄の絵付け職人。京都で蒔絵と日本画の修行をして広島に帰り、君江と見合い結婚した。「踏まれても踏まれても真っ直ぐ伸びる麦のように強くなれ」とゲンら兄弟に言い聞かせて育てた。戦時中から「日本は負ける」「朝鮮人を馬鹿にするな」と叫んで戦争に強く反対していた。また、町内で開催される竹槍訓練に酩酊状態で参加したり、放屁するなど全くやる気が無く、そのことを指導官や町内会長の鮫島伝次郎らから指摘されても「こんなもので戦っても銃で攻撃されたら皆殺しにされるだけで無駄なこと」「日本は他の国と仲良くしなければならない」などと言い放ち、途中で抜け出した。これらの言動で家族と共に非国民扱いされて特高警察に連行され激しい暴行を受け、指導官や町内会長を始めとして町内の住民ほとんどを敵に回すことになり、一家は社会から迫害を受けていた。
実写版では、日頃の反戦的な態度に加え、戦意高揚のためのプロパガンダアートを描くことを拒否した過去（映画版）や、左翼系の劇団と関わりがある疑い（テレビ版）などの背景が付与されている。このため、自分はもとよりゲンら家族までが周囲から様々な迫害を受けたが、決して自分の考えを曲げることは無かった。
やんちゃが過ぎるゲンや進次、疎開から脱走した昭に体罰も辞さない威厳を持ち、君江も呆れるほどの頑固者であったが、人の道を外れることを嫌い、飾り気の無い姿に君江を含める家族はもちろん、隣人の朴を含めた数少ない支持者から尊敬されていた。そんな不憫な家族を思い予科練に行くと決めた浩二を死なせたくない一心で大反対し、浩二が出発する際も見送らず勘当を言い渡したが、電車の通り道で浩二に対し生きて帰ることを願いながら涙ながらに万歳三唱で送り出す。原爆投下の際に英子・進次ともども自宅の下敷きになり、家族を見捨てることをためらうゲンに対し、強く生きることを諭しながら焼死した。物語の早い段階で死亡したが、ゲンの生き方、人格に最も強い影響を与えた人物であり、回想シーンや遺骨や幻影の形で死後も作中に頻繁に登場する。
モデルとなった人物は作者の父・晴海で、漫画と同じく日本画家であり原爆投下時に家の下敷きになり死亡している。なお、生前は広島の前衛芸術をリードした山路商が舞台美術にかかわり、薄田太郎が同人として、丸木位里が公演に参加した広島に存在した素人劇団「十一人座」に参加していた。
中岡 君江（なかおか きみえ）
ゲン・浩二・昭・英子・進次・友子の母親。優しいが、いかなる理由でも他人に暴力を振るうことを良しとしない芯の強い女性。結婚前は、広島で評判の美人だった。大吉の志を理解しつつも、子供達までもが非国民扱いを受けることを苦悩し、戦争を恨む。原爆投下の際は、2階のベランダで洗濯物を干していた最中で、屋根の影に入っていたため熱線を浴びず、家が倒れた際もベランダが吹き飛ばされるだけで家屋の下敷きにならずに助かった。作品冒頭の時点で既に身重であり、原爆の猛火の中で末娘の友子を産み落とす。未亡人となりゲン達を抱えて艱難辛苦、辛酸を舐めるが、ゲンの大きな心の支えであり、 戦災孤児に対しても分け隔てなく優しく接するその慈愛に満ちた人柄から隆太や隆太の仲間からも実の母親同然に慕われる。1948年に吐血し、隆太の活躍で手に入れた金で入院する。そこで、余命4カ月を宣告を受けるが本人には知らされずに退院し、自宅療養する。1949年、大吉との新婚旅行先であった京都への旅行中に吐血、病院へ行くも、ゲンたちに看取られ客死する。火葬後は放射能の影響で遺骨らしい遺骨が残らなかった。死因は原爆症による胃癌であった。
モデルとなった人物は作者の母・君代。実際の中沢の母は60歳まで生きた（1966年死去）。脳出血を発症した後は長く寝たきり生活を送っていた。なお、火葬後の遺骨が残らなかったのは作者の実体験を元にした話であるが、原爆症に限らず加齢や疾患の影響で遺骨が原型を留めないケースは多々ある。
中岡 浩二（なかおか こうじ）
中岡家の第一子・長男。登場時17歳。病理学の研究家を志していた。戦時中は家族が非国民として迫害されるのをはね返すため、海軍の予科練に自ら志願し、鹿児島県の海軍航空隊に入隊した。軍隊の内部から戦争の悲惨さを実感し、また同期の花田照吉の自殺を訓練中の事故死として処理され、国のために息子が死んだことを喜び真相を伝えた浩二に対して寧ろ怒った花田の両親を見て、大吉の言っていたことが正しかったと改めて知る。
戦場へ行くことなく終戦を迎え、広島に戻る。6巻の発言で特攻隊にいたようである。戦後は父亡き後の大黒柱として、家計のため鉄工所に就職する。後に高い給金に惹かれ景気の良い福岡県田川の炭鉱に出稼ぎに行くが、大黒柱の重荷に疲れ、飲んだくれの生活を送っていた。後半は広島市近郊の工場に再就職し、広子という女性と結婚しゲンと別れた。アニメ映画版には登場しない。
モデルとなった人物は作者の長兄・浩平（作者の自伝漫画『おれは見た』では「康人」となっている）。本作と異なり航空隊に志願しておらず、学徒動員で召集を受け呉で泊まり込みで働いていた。戦艦大和を溶接したのが彼の後の自慢でもあったという。
中岡 英子（なかおか えいこ）
中岡家の第二子・長女。国民学校5年生。物静かで大人しく清楚な少女だが、無鉄砲な弟たちを叱ったりもするしっかり者として描かれる。後述の昭よりも年上だが、元々病弱だったゆえに学校の集団疎開には行けなかった。鮫島竜吉に金を盗んだなどとでっち上げられ、担任の沼田も「非国民の子供だから」などと言い分もろくに聞かず事実確認もせず身ぐるみ剥がされる身体検査をされる（同時にゲンも「戦争反対」の作文を書いたことで職員室に連行されている。テレビドラマ版では上級生から「英子が校長室に連れていかれた」と聞かされたゲンが急いで駆け付けた）など理不尽な嫌がらせを受けることもあった。このことを聞いた大吉は激怒し、学校に殴り込んで竜吉と沼田を鉄拳制裁し、竜吉が嘘を白状したことで英子の無実が晴れた（テレビドラマ版では竜吉は殴られていない）。原爆投下の瞬間は先に学校に向かっていたゲンとは異なり、調べ事があるとのこと（アニメ映画版では掃除をしていて、テレビドラマでは鉛筆を削ってから登校するとのこと）でまだ家にいた時だったため家の下敷きになり、大吉と進次と共に焼死しているが、実写映画版・テレビドラマ版・小説版ではゲンが家に戻った時には、既に家の下敷きとなって死亡している。
モデルとなった人物は作者の姉・英子。作者の話によれば原爆投下時に家の下敷きになり死亡しているが、立ち会った中沢の母から姉に呼びかけても返答がなかったので即死だったのだろうと伝えられている。
中岡 昭（なかおか あきら）
中岡家の第三子・次男。登場時は国民学校3年生。原爆投下時は、学校の集団疎開により広島県山県郡の山間部にいたため、原爆投下の難を逃れた。集団疎開の際にはあまりにひもじい生活のため友人の田村と共に一度脱走したが、家族の想いを受け止めて疎開先へ戻る。戦後は、中岡家の暮らしを支えるために家庭菜園をはじめとする食糧調達に勤しんでいた。浩二が博多に出稼ぎに行った後は、ヒステリックな言動が多くなる。中学2年生のときに繊維問屋の商人を目指すため、浩二よりも先にゲンと別れて大阪に旅立った。アニメ映画版、テレビドラマには登場しない。
モデルとなった人物は作者の次兄・昭二。作者の話によれば、疎開していた時に枕の中に入っていた大豆を食べ尽くしたことがあったという。
中岡 進次（なかおか しんじ）
中岡家の第五子・四男。未就学児。ゲンのことが大好きでいつもゲンの傍にいる。甘えん坊な子で食いしん坊で泣き虫で優しい子であるが、疑い深い一面もある。口癖は「ほんとうか」。良い夢を見ている時は寝言を言うことが多々ある。ゲンの浪曲に合わせて踊るのが得意。食べ盛りでいつもお腹を空かせてはゲンと兄弟喧嘩になる。原爆投下の際には、家の中でゲンがガラス屋の堀川から貰った模型の軍艦（ガラス屋のエピソードがないアニメ映画版では、ゲンが彫刻刀で作成した手製となっている）で遊んでいたので家の下敷きになり、その模型を抱いたまま「あんちゃん」という言葉を遺して焼死した。
テレビドラマ版では大吉に促され、軍艦マーチの替え歌を唄いながら焼死するエピソードになっている。
モデルとなった人物は作者の弟・進。原爆投下時には、漫画とは違い頭を柱に挟まれて動けなくなり、焼死している。また、軍艦のエピソードは脚色である。作者の実体験では、家族の遺骨を掘り起こした際、弟の頭蓋骨を持った瞬間が脳裏にこびりついて、焼かれて死んだことを「殺すんだったらもっと楽に殺してくれと思った」と後に語っている。
中岡 友子（なかおか ともこ）
中岡家の第六子・次女。とてもかわいらしい女の子で、中岡家や孤児たち、そして原爆スラムの人たちの希望だった。1945年8月6日、原爆投下後間もなくして誕生。「友達がたくさんできるように」との願いをこめてゲンが名づけた。しかし栄養失調と原爆症の併発のため1年後（テレビドラマ版では1946年8月）に死去。友子を最も可愛がっていたゲンは彼女の死を深く悲しんでいた。ただし友子の生前に広島市の第1回平和祭が開催される場面がある（平和祭が開催されたのは1947年8月6日）。単行本では1947年8月6日と記載されているものもある。
モデルとなった人物は作者の妹・朋子（作者の自伝漫画『おれは見た』では「友子」と表記されている）。被爆直後に誕生している点は同様だが、実際には4ヶ月後の12月に栄養失調で亡くなっている。

## 隆太軍団
原爆孤児であり、近藤隆太が強いリーダーシップを執っている。2巻で初登場時のメンバーで死亡者も出ており、さらに窃盗により警察に捕まったことでみな別れ、ヤクザへの加入時に隆太と共に行動できたのはムスビとドングリで、最後まで一貫して隆太と行動したのはムスビだけである。同じ原爆孤児である大原夏江は隆太・ムスビ・勝子と共同生活するが、隆太とヤクザ生活を送っていないため「ゲンの人生に関わった人々」の項目で扱う。8巻で隆太の原爆投下後の回想シーンの中に女児が一人登場しているがその後の登場はない。テレビドラマ版ではゲンが江波に向かう途中、隆太以外が警察に捕まった。
近藤 隆太（こんどう りゅうた）
ゲンの弟・中岡進次と瓜二つの戦争孤児。登場時は国民学校1年生。原爆投下前は広島市水主町に住んでいた。もとは両親と3人暮らしの一人っ子だったが、原爆投下時に父は爆風で吹き飛ばされて木の枝に体を貫かれ即死、母は家の倒壊に巻き込まれて両足を切断され、隆太を逃がした後に焼死した。隆太本人は、蝉が止まっていた木の陰にいたおかげで無傷だったが天涯孤独となる。その後同じ境遇のムスビやドングリたちと出会い、孤児窃盗グループのリーダー格（食糧隊長と呼ばれている）となる。原爆投下した後のある日、隆太はゲンと君江の前に現れ米を盗む。彼を見て進次が生きていると勘違いしたゲンは隆太を追いかけたが、そこで自分は進次でないと主張する。それからも自分を弟だと勘違いし続けるゲンを鬱陶しく思っていたが、ゲンが家族の遺骨を見つけたことでようやく進次が亡くなったことを認めた。後に農家で食料を盗み警察に捕まりそうになるが、別人だとわかっていても進次と酷似しているから放っておけなかったゲンが、被害者に対し直前に稼いでいたバイト代を払うことで警察行きを免れた。これにより救ってくれたゲンを進次と同様に「あんちゃん」と呼ぶようになり、さらに進次を失った君江の心の支えとなる。これ以降ゲンを慕い、以降は弟分として最後まで作品を牽引するコンビ役を担う。出番もゲンに次いで多い。
一時期は中岡家で実子同然に暮らす。しかし、ゲンを半殺しにしたヤクザの大場と三次を拾ってきた旧日本軍の拳銃で射殺してからはゲンたちの前から姿を消し、岡内組の政に拾われ門下に入る。ヤクザの下働きを続けてきたために、2年後のゲンとの再会時はさらに不良に磨きがかかる。再びゲンと袂を分かとうとしたが、ドングリの死をきっかけに、勝子を連れ戻そうとする政と秀に発砲し負傷させ、ヤクザの世界と縁を切る。以後は家を仲間で手作りし、放浪していた元新聞記者・平山松吉を養父役に、勝子、ムスビと四人で生活する。日を置き、病いに倒れた君江の入院費を調達すべくヤクザから賭場荒らしを成功させるも、報復から逃れるために警察に自首して島根県の安島感化院に入所。7か月後、財産を奪った親戚のおじへの報復を目論むノロと共謀し、雨の日に火事を起こして感化院からの脱獄に成功した。ノロのおじに報復したあと、ノロから譲り受けた財産を活用し、養父・松吉の小説の自費出版にこぎ着け、松吉の最期を看取った。また京都旅行にゲンと同行し君江の死を見届けた。窃盗、万引き、靴磨き、骸骨売りなどから、夏江と勝子の仕立てた洋服をムスビと路上で売ることで商売の術を逞しく身に付けていく。
兄弟と別れたゲンが市の委託を受けた業者により家を撤去されそうになった際は、ゲンと共に妨害したものの結局家は撤去されてしまい、ゲンが家を失ったことで再びゲンと同居する。10巻では麻薬漬けにされて死んだムスビの復讐で単身、バー「マドンナ」のマスターとヤクザ2人を射殺。広島中のヤクザを敵に回す。追い詰められた隆太は自首を決意するが、勝子とゲンに止められる。ゲンの強烈な論理に励まされた隆太は、勝子と共に運送トラックの荷台に乗り、ヤクザの包囲網を突破。そのまま東京へ逃走した。
プロ野球チーム「広島カープ」の熱狂的なファンで、好きな選手は白石勝巳。巨人や阪神などの大都市球団に強い対抗心を抱く。愛唱歌は東京ブギウギ。「人のものはワシのもの、ワシのものはワシのもの」という自己中心的なセリフをスリをやった後などに発する。裏社会での生活の影響で、孤児狩りや警察の腐敗といったゲンが知らないことも知っている。元々隆太は、当時本作が人気低迷していた際、試行錯誤の末に思いついたキャラクターだという。中沢自身は生真面目過ぎるゲンよりも隆太を描く時が生き生きとして楽しく本当の自分の性格じゃないかと思うと語っている。作者曰く第二部では東京でヤクザの抗争に巻き込まれて死亡する構想だったとのこと。
アニメ映画版では軍団を率いておらず単独で行動しており、ヤクザとの関わりもない。また『はだしのゲン2』ではゲン共々かなり焼けた肌色になり、顔が面長になっている。原作と同様に中岡家の米を盗むがゲンによってすぐに取り返され、その直後から中岡家に加入する。ヤクザ生活をせずゲンと同じ学校にも通っているが、度々授業をサボり、闇市に行ったり煙草に興味を示すなど、不良っぽさを見せることもある。またヤクザを射殺するエピソードは無く、中岡家に加わって以降ゲンと別れることもないので、後述の政（アニメ映画オリジナルキャラクター）と共に造船所に鉄くずを盗みに同行したりと、物語に最後まで登場する。
モデルとなった人物は、作者の友人。裕福な陸軍大佐の息子だったが、原爆によって孤児となってしまった。その後はヤクザの道に進んでしまい、鳥取の刑務所に入っていることを作者は後に知った。
勝子（かつこ）
隆太と共にいた原爆孤児の少女。両親は避難所で熱線の火傷により死亡した。登場時は10歳の小学校4年生でゲンとは同い年。顔の左半分と両手が火傷でケロイドになっており、そのため心無い人々に「オバケ」扱いされる。ケロイドを隠すため、常にほっかむりをしミトンの手袋を着用している。隆太とは恋仲で、共に物語が完結するまで生き残った。ムスビの仇討ちのために3人のヤクザを殺した隆太の自首を止めさせ、隆太と共に東京へ逃げた。また原爆で傷を負わされたためか、ゲン同様に天皇を激しく嫌っており最高の殺人鬼と言い憎んでいた。性格は勤勉かつ器用で独創性もあり、養父・松吉から積極的に読み書きを教わり、後に合流した夏江と共に洋裁店を開く夢を切っ掛けに、裁縫技術だけではなくデザインセンスまでも独学で習得する。
作者曰く第二部では東京で隆太はヤクザの抗争に巻き込まれ殺されるが、この時、勝子は隆太の子供を身ごもっており、勝子はデザイナーとして世界に羽ばたくという構想を持っていたようである。
アニメ映画版では隆太ではなく政（アニメ映画オリジナルキャラクター）に付き慕っており、また頭にほっかむりをしていないなどデザインも異なる。
ムスビ
本名は勝二（かつじ）。隆太と共にいた原爆孤児の一人で年齢は隆太と同じ。両親と弟と4人暮らしだったが原爆投下後、自分以外の家族は家の下敷きになり焼死した。警察に捕まった際にその追っ手から逃れた少年。初登場時はムスビらしき少年がいるが名前は言及されておらず、当初は特徴の無い活躍だったが、警察の追っ手から逃れてから話し出すようになり、後述のドングリが殺害されてからは存在感を増し、隆太不在時はゲンとのコンビで造船所に銅を盗みに行く等活動したこともあった。後半はハート柄のシャツを着るなど小粋に描かれ、総務、経理的な屋台骨を任される存在となる。隆太の広島カープ狂いに対し、巨人軍の一流選手を言い並べ隆太を冷やかすなど現実主義的描写が散見する。
しかし物語終盤、女給の挑発にうかつに釣られて入店したバー「マドンナ」のマスターに、総合ビタミン剤と偽られて薬物（覚せい剤の一つであるヒロポン）を注射され、重度のジャンキーにされてしまう。薬物依存症に耐えきれず、うっかりゲンたちの前で麻薬を使おうとしてバレてしまう。ゲン達から麻薬の使用を阻止するために拘束されそうになるが家を飛び出し、隆太たちと洋裁店開店のために貯めてきた郵便貯金60万円を使い果たしてしまった。結局金は底を突き、我慢できずにバーのマスター宅に麻薬を盗みにいったが見つかってしまい、内臓が破裂するほどの暴行を受け、川辺に投げ捨てられる。最後は、虫の息になりながら隆太たちのところにへ帰り着き、貯金の件などを打ち明け謝罪するが、｢金はまた貯めればいい｣と自分を許してくれた皆に感激し、「ありがとう」と絞り出しながら息を引き取った。火葬後、ムスビの遺骨は中岡家の墓に納められた。アニメ映画では勝子と同様、隆太ではなく政（アニメ映画オリジナル）に付き慕っており、靴磨きをしていたゲンと隆太に絡みに行ったのが最初の出会いだが、政に止められて仲間になる。覚せい剤に狂うことなく生存している。
ドングリ
隆太やムスビと共にいた原爆孤児の一人で、ムスビと共に警察の追っ手から逃れた少年。年齢は隆太やムスビと同じ。原爆投下前は紙屋町にいた。初登場時と後ではかなり違ったタッチで描かれている。後に隆太とムスビと共にヤクザの鉄砲玉の仕事をしており、仕事中に竜造を射殺したが、逃走の際に竜造の仲間に心臓を撃たれて死亡した。彼の遺体はゲンたちによって紙屋町に葬られた。アニメ映画では勝子と同様、隆太ではなく政（アニメ映画オリジナル）に付き慕っており、靴磨きをしていたゲンと隆太に絡みに行ったのが最初の出会いだが、政に止められて仲間になる。ヤクザとの関りがないため、生存している。
ラッキョウ
隆太やムスビと共にいた原爆孤児の一人。坊主頭が特徴（元からだったのか、原爆症が原因なのかは不明）。ある農家から芋を盗んで逃げる途中に追ってきた百姓に頭を殴打され、「梅干しが食べたいよ」と言い残して死亡した。
カッチン
隆太やムスビと共にいた原爆孤児の一人で、ムスビと共に警察の追っ手から逃れた少年。両親と兄、姉と5人暮らしだったが原爆投下後、自分以外の家族は家の下敷きになり焼死した。盗みに侵入した進駐軍駐屯地から逃走中に銃撃を受け負傷、ゲンの手当を受けるも出血多量で死亡した。彼の遺体はゲンと隆太によって進駐軍駐屯地の近くに葬られた。
アニメ映画では勝子と同様、隆太ではなく政（アニメ映画オリジナル）に付き慕っており、靴磨きをしていたゲンと隆太に絡みに行ったのが最初の出会いだが、政に止められて仲間になる。農家から芋を盗む際に逃げ遅れ、追ってきた百姓に棒で殴られ崖から転落し、死亡する。最期は政や仲間たちによって、彼の実家の跡地に葬られた。家族構成については政のセリフから、両親と小さい妹との4人家族だった。
タヌキ
隆太やムスビと共にいた原爆孤児の一人で、ムスビ・ドングリと共に警察の追っ手から逃れた少年。ゲンに隆太がヤクザの二人組を殺したことを伝えた。しかし隆太・ムスビ・ドングリが物語内でヤクザ生活を見せた地点で登場しなくなり、その後の行方は不明。
信平（しんぺい）
隆太やムスビと共にいた原爆孤児の一人。警察の追手から逃げるのを失敗したのか、ムスビたちとの再会した時にはいなかったので、その後の行方は不明。
明夫（あきお）
隆太やムスビと共にいた原爆孤児の一人。信平同様、警察の追手から逃げるのを失敗したのか、ムスビたちとの再会した時にはいなかったので、その後の行方は不明。
政（まさ）
アニメ映画に登場するオリジナルキャラクター。原作にてヤクザ生活を送る隆太に相当するポジションの人物で、闇市では名の知れた浮浪児たちの頭的存在で「アニキ」と呼ばれている。学校に通っていれば中学一年くらいの年齢だが、喫煙している。ドングリ・カッチン・ムスビ・勝子を従えている。原爆投下時には学校をサボってムスビたちと川で遊んでおり、先生に見つかりそうになって川に潜った直後に原爆が炸裂したため、直接被爆の難を逃れた。浮浪児たちの収容所から脱獄した過去があり、収容所の恐ろしさも知っている。
学校の授業を密かに覗いていた勝子を「浮浪児の来るところじゃない」と叱った先生に対し「喜んで浮浪児になったわけじゃない」と怒り、ナイフで殺そうとするがゲンに阻止され、ゲンのその度胸に免じて手を引いた。その後、一緒に帰ろうとした勝子が拒んだら手を出すといった粗暴な一面を見せた。しかし、路上で靴磨きをしていたゲンと隆太がドングリ・カッチン・ムスビに絡まれた際は止め、それ以降は完全にゲン達の協力者になる。その後、浮浪児狩りを受けていた浮浪児たちを助けたことで警官に追われていたゲンたちを助け、その日の別れ際にはゲンの母親を気遣いアメリカ製の牛肉の缶詰をくれる。また平山松吉を一緒に暮らすよう誘った。ゲンの母親の状態を聞いて、ペニシリンのことや原作と同様に造船所に銅や鉛があることをゲンに教えるなど情報通。造船所に向かう際もゲンと同行し、隆太と3人で向かった（原作では隆太がいないタイミングのため、ゲンとムスビの2人で行っている）。結局原作と同様に資材の積みすぎで船が沈んで失敗するが、欲張ろうとして溺れそうになったゲンと隆太を助けている。原爆の犠牲者を重機で雑に処理するアメリカ兵を目撃した際は、ゲンと隆太に便乗してアメリカ兵に投石している。

## 戦中の中岡家の近隣
朴（ぼく）
中岡家の隣に住んでいた朝鮮人の男性。ロイド眼鏡が特徴。徴用のため、朝鮮に妻と子供を残し、父親と朝鮮から広島に移り住む。朝鮮人であることで周囲から差別を受けていたが、分け隔てなく親切に接する中岡家の人々には好感を抱いている。また、非国民と迫害されても戦争に反対する大吉を尊敬し、大吉が警察の拷問から帰ってきた時には祝いの米を贈るなど、近所では朝鮮人の朴だけが中岡家の味方だった。
原爆投下の際にはほぼ無傷で助かり、パニックに陥った君江を諭してゲンと一緒に避難させた。一方で重傷を負った父親を見つけ救護所で治療を懇願してまわるも、朝鮮人であるがゆえに差別されて人間らしい手当てを施されることなく、もがき苦しむ父親の臨終を見届けた。これを境にそれまでの穏和な性格は一変し、日本人を激しく憎むようになる（怒りの度合いは、父親の荼毘の際、原爆投下後に初めて訪ねてきたゲンにも怒りをぶつけたほど）。しかし、父親の荼毘を手伝ったゲンへの好意は失わず、その後も中岡家への協力を惜しまなかった。
数年後、闇市で財を成し、ナス型サングラスをかけた強面の人物としてゲンの前に再び現れたことから、驚かれる。以後はゲンの依頼を引き受ける商店主として時折登場するが、ゲンが「人に甘えず自力で解決したい」と援助を断った際にはその気持ちを忘れないようにと激励した。また、故郷の朝鮮が南北に分断して対立する朝鮮戦争が起こったことを嘆いていた。アニメ映画版では「近所の人の好いおじさん」といった雰囲気の端役で、原作での彼の背負う苦悩は一切描かれなかった。またテレビドラマ版では現在の慣習に合わせ、苗字を日本語読みの「ぼく」から朝鮮語読みの「パク」と読み方を変更し、「永甫」という名前が新たに設定された。
現実の中沢家の近所にも朴という朝鮮人一家が真裏に住んでいた。老人と夫婦と娘という家族構成で、娘が中沢と同年代だったことからよく遊びに行き、おやきをご馳走になるなど優しく可愛がってもらった。現実の朴一家の家は強制疎開で壊されてしまい、以後会えなくなったという。
鮫島 伝次郎（さめじま でんじろう）
原爆投下前は町内会長を務めていた俗物な戦争支持者。物語内では、最後まで改心することなく悪事を貫いた人物として活躍している。市内の竹槍訓練の際に大吉が戦争反対を訴えたことを契機に、戦争に反対する中岡家を非国民として忌み嫌い、大吉を危険思想の持ち主だとして警察に突き出したり、徒党を組んで中岡家が大切に育てた麦畑を荒らすなど多くの嫌がらせ行為を行う。その後、原爆投下の際、息子の竜吉と共に家屋の下敷きとなり、通りかかったゲンに懇願したことで渋々ながらも救出され、今までの嫌がらせから掌を返すかのようにゲンにお礼を言ったものの、逆にゲンから大吉・英子・進次の救出への協力を頼まれたときには、押し寄せる炎より我が身可愛さからゲンの頼みを無視して逃亡した。
5巻にて「平和の戦士」を名乗り、「戦時中に戦争反対を訴えていた」という嘘八百の内容の講演会をしているのをゲンがたまたま発見した形で再登場。戦後は軍の倉庫などから盗みを働いたり、ヤクザと結託したりして悪事を行いながら闇市で資産を蓄え、更には商店会会長に就任した。講演中にゲンを目にした際にはずっと死んでいたものと思っていた為に「お前生きていたのか」と言いながら驚き、過去の自身を唯一知っていたゲンの口から過去が明かされることを恐れて、周囲の者を利用して彼を追い出す。その後はゲンの放火によって講演会を妨害される。6巻では隆太が賭場荒らしの際の宿でヤクザや医師の倉田と共に賭博に興じる。最後の登場となる9巻では看板の写真で登場し、その後市会議員を経て県会議員となっている事が判明。自らを戦時中からの戦争反対派・平和の戦士であったと偽って講演会を開いていた。戦争に喜んだ過去がありながら政治を動かそうとする面の皮の厚さに憤ったゲン、そしてそのゲンの気持ちを理解した隆太とムスビによって看板を破壊された。
鮫島 竜吉（さめじま りゅうきち）
鮫島伝次郎の息子。国民学校6年生。父親同様戦争に反対する中岡家を快く思わず英子、ゲン、進次の3姉弟を執拗にいじめるが、英子に濡れ衣を着せた際、謝罪後に大吉やゲンから「陰で人をおとしいれる行為をした」ことで殴られるなど、とあるごとにしっぺ返しを喰らわされる。原爆投下後は父親と一緒にゲンに助けられるが、父親と同じく中岡家を助けることなく逃亡する。実写映画では、英子に濡れ衣を着せたと白状した際はゲンが掴みかかり、馬乗りになって攻撃している。ドラマ版では、正直に謝罪したことに免じて、大吉にその勇気を認められると同時に許された。その後の消息については、原作2巻で原爆投下直後に父親と共にゲンの吹き出しに登場しただけで、映画・テレビドラマ版でも描写は無く不明。実写映画版、テレビドラマ版では名前を「たつきち」と読む。
伝次郎の妻
竜吉の母親。伝次郎や竜吉とは対照的な良識者であり、原爆投下前には「中岡さんをいじめない方がいい」「中岡さんが言っていることが正しいような気もする」「戦争は何一つ私達に良い事をしてくれない」などと述べ、伝次郎を諌めた。原爆投下以後の登場はない。
堀川（ほりかわ）
原爆投下前、ゲンの近所に住んでいたガラス屋。自身は徴兵されて戦地で地雷を踏んで右足を失い、愛息も予科練に志願して戦死、妻も病気がちという苦難の一家で、戦傷が原因で充分な仕事ができず借金に苦しんでいた。自分を助けようとする目的（店の売り上げを増やす目的）で他人の家のガラスを割っていたゲンに感激し、予科練に志願して戦死した息子の物だった形見の軍艦模型をゲンにプレゼントする。原作では原爆投下後の消息は不明。実写映画版では原爆投下時には無傷で生還するが、妻は重傷を負った後亡くなり、ゲンと一緒にその亡骸を荼毘に付す。テレビドラマ版には登場せず、軍艦の模型も登場していない。
土橋（どばし）
原爆投下前、町内に住んでいた男。中岡家を非国民として忌み嫌い、中岡家が大切に育てた麦畑を荒らした。鮫島伝次郎とは将棋を指す仲。その後の消息については原作・映画・テレビドラマ版でも描写は無く不明。
木島（きじま）
原爆投下前、ゲンの通っていた国民学校の教師であり、ゲンのクラスの担任。兵隊に出す手紙で戦争反対の内容を書いたゲンを殴った。盗みの濡れ衣を着せられた英子を疑ったため、大吉に殴られる。その後の消息については原作・映画・テレビドラマ版でも描写は無く不明。
沼田（ぬまた）
原爆投下前、ゲンの通っていた国民学校の教師であり、英子のクラスの担任。父親が非国民だからという疑いから、竜吉から英子が盗みをしていたという嘘の目撃証言を一方的に信じ、英子を裸にして調べた。翌日、怒りに震えた大吉に真実を暴かれ殴られるが、その後も盗みの真偽に関係なく中岡家を泥棒に仕立てようとしており、正直に言った竜吉を殴った。その後の消息については原作・映画・テレビドラマ版でも描写は無く不明。
国民学校の校長
原爆投下前、ゲンの通っていた国民学校の校長。中岡家を非国民と見ているかは不明（テレビドラマ版では中岡家を非国民扱いしており、竜吉の自供後、沼田とともに大吉に殴られる）。沼田よりは中立的な立場であり、沼田達を殴る大吉を宥めて止めたり、疑った沼田達に、これ以上問題を起こすなと注意する。その後の消息については原作・映画・テレビドラマ版でも描写は無く不明。
鯉を飼っている男性
原爆投下前、自宅の池で鯉を飼っていた男性。一見すると厳格だが、根は茶目っ気があり優しく、体格の良い中年である。君江の病気を治すために鯉を盗もうとしたゲンと進次を殴りつけたが理由を知り、自らも親孝行できないまま母親を亡くした過去から鯉を譲った。その後の消息についての描写は原作・映画・アニメ映画・テレビドラマ版全てに描かれておらず不明。アニメ映画では先端がへの字に曲がったようなヒゲを生やした坊主頭の男性と全く別人に描かれているが、原作以上に優しい性格で、中岡家に行き原作では面識のない大吉に事情を説明した後ゲンと進次を「親孝行ないい息子さん」と賞賛し、草餅を贈った(原作の堀川の役割も兼任しているといえる)。テレビドラマ版では鯉を盗まれっぱなしであるため、ゲンたちを殴りつけていなかった。

## 江波の人々
吉田 政二（よしだ せいじ）
アマチュア画家で大学生。県美展で何度も入賞実績があり、家族に将来を嘱望されていた。戦争が終わったらパリへ行って絵の勉強をするはずだったが、学徒動員の勤労奉仕で広島市に出たばかりに原爆によって全身に大火傷を負い、そのせいで家族からはもとより町の人からも「オバケ」と罵られ、「ピカの毒がうつる」として介護も受けられず放置されていた。登場当初は、ゲンのことを「ハゲタカ」と呼んでいた。1日3円(これは現代の貨幣価値で約3000円である事がナレーションで解説されている。なおアニメ映画版では一日10円、テレビドラマ版では1週間100円となっている)で身の回りの世話の仕事を始めたゲン、そして途中でゲンの仲間となった隆太も協力して奮起するも、病状が悪化し、未完成の絵と愛用の画材をゲンに託して亡くなる。アニメ映画版とテレビドラマ版では生存しており、兄とも和解している。またゲンが仕事を募集する地点で隆太が加わっているため、政二の世話を始める地点で隆太も行っている。
吉田 英造（よしだ えいぞう）
政二の兄。地元の資産家。路上で仕事を求めていたゲンを雇い、政二の世話を託す。原爆を受けた政二を避け、血のつながりのない妻に平手打ちをしてまで世話をさせるといった非道な一面もあるも、僅かながら兄として弟を気にかけている様子もある。ゲンがバイト料を盗んだ金と疑われた際は、無実を証明してやり、さらに江波の人間は疑い深いので気をつけるようゲンに忠告する。なおテレビドラマ版では酒問屋の主である。
吉田 ハナ（よしだ - ）
英造の妻。原爆が落ちる前は義弟の政二とも仲むつまじく接していたが、政二の被爆後は一転して忌み嫌うようになる。常に世間体を気にしており、政二が死んだ時には喜んでいた。テレビドラマ版では花子という名前で登場しており、政二を心の底からは嫌っておらず、ゲン達に政二のために世話をさせないように言ったこともある。
吉田 冬子・秋子（よしだ ふゆこ・あきこ）
英造・ハナ夫妻の娘で政二の姪。原爆が落ちる前は叔父の政二とも非常に仲むつまじく接していたが、政二の被爆後は一転して忌み嫌うようになる。近所の人間から「オバケの家の子」と白眼視されており、姉の冬子には良心の呵責があるように描かれているが、妹の秋子の方は、5円の報酬と引換に政二の殺害をゲンに申し入れる程憎悪している。 政二が死んだ時には母と姉妹共に喜ぶ。その光景を見たゲンに家の塀に落書きされる。テレビドラマ版では、登場しない。
林 キヨ（はやし  - ）
君江の幼馴染。原爆で家が失った君江たちに、自宅の一室、後に倉庫を貸す。幼少の頃いじめから助けてくれていた君江への恩義を忘れていない人情味ある人物である。夫・正造（しょうぞう）は沖縄で戦死。テレビドラマ版では清子（きよこ）という名前で登場している。
林 キヨの姑
性悪で了見が狭い老婆で、居候、また店子として、次々と増える中岡家の人間に終始辛く当たる。キヨのことは呼び捨てでこき使っている。ゲンが似島で貰ってきた米を、林家から盗んだものと主張し、君江を派出所に突き出す。君江が米を盗んでいないことが判明しても謝るどころか開き直ってゲン達のせいにし、浩二が帰ってきた時は沖縄で戦死した息子（キヨの夫）を思い出してムカムカすると言い出し、ついには孫の辰夫をゲンが喧嘩の末に怪我を負わせたのを名目にして、中岡家に相談もなく貸していた倉庫を別人に貸し出してしまう形で中岡家を追い出す。退去の際、ゲンと隆太によって肥溜めに落とされる報復を受けた。テレビドラマ版ではセツという名前が判明している。
林 辰夫・竹子（はやし たつお・たけこ）
キヨの子供。母親のキヨよりも祖母の方を慕っており、また祖母に甘やかされて育ったため、意地悪で我儘な性格。ゲンたちを嫌い、祖母から許しをもらってゲンたちを幾度となくいじめるが、ある時、遂に反撃に出たゲンに辰夫が怪我を負わされ、それを知って堪忍袋の緒が切れた祖母によって、中岡家はとうとう強制退去に追いやられてしまった。退去の際、報復としてゲンと隆太によって馬糞を喰らわせられた。テレビドラマ版ではゲンの家族の骨を捨てようとしたため、ゲンに指を噛みちぎられる重症を負わされ、それがきっかけで中岡家は原作同様林家から追い出される事となる。

## 元川小学校の関係者と家族たち
雨森 頑吉（あまもり がんきち）
ゲンの同級生。４巻の後半で三人で通学の途中に腹痛を起こし、野グソをしようとしたが、そこが中岡家の軒先でゲンに棒で頭を叩かれて怒鳴られたのが最初の出会い。その後学校に向かうも奇しくもゲンと同じクラスであり、ゲンが先生に注意されて帽子を取ったところ、当時のゲンの丸坊主頭を見て嘲笑した。先生はゲンが頭を隠して帽子を被っていたことを察してあげられなかったのもあって、嘲笑した雨森を罰として立たせた。その後、野村道子のカツラを懲りずに嘲笑し、同じ境遇のゲンが割り入った事でケンカになり、以降は「クソみたいなやつ」ということで「クソ森」と呼ばれるようになる（雨森もゲンが原爆症で丸坊主になったことから「ハゲ」と呼んでいた）。それがきっかけで、原爆ドームで命がけの早登り勝負を行うなど仲が悪かったが、友子の一件以降一転して意気投合し悪友となる。ゲンの髪の毛が生えてきてからはゲンを「中岡」と呼ぶようになったのに対して、ゲンは「雨森」と呼ぶこともあれば相変わらず「クソ森」と呼ぶことはあったものの、雨森自体は別に気にする様子は殆どなかった。中学校に入っても友人関係を続けていたが、ゲンが学校を休みがちになっていたため、付き合いは薄くなっていた。10巻の卒業式後はゲンと一緒にリンチ現場に乗り込んだが、横道に暴行を受けた際はゲンを心配していた。中学卒業後は高校に進学する。不良（ボンクラ）の兄がいる設定だが、吹き出しに顔の画像が登場するだけで物語内には登場していない。
野村 道子（のむら みちこ）
ゲンの同級生。ゲンと同様に原爆症のため髪が抜け落って丸坊主になったため、亡き母が作ってくれたカツラを着用している。カツラが雨森らにバレてからかわれていたところをゲンに助けられた。
野村 澄子（のむら すみこ）
道子の姉で、姉妹で市営住宅に住んでいる。両親や親類が全員原爆で死亡（ただし、母親に関しては原爆症で丸坊主になった道子のためにカツラを作っていることから直接原爆で死亡した訳ではない）し、姉妹のみが生き残り、物々交換で生活していた。その後、通りすがりの米兵に強姦されたことをきっかけに姉妹の生活とアメリカへの復讐のためにパンパンになり、生計を立てている。しかし、そのことが道子から嫌がられる結果を招いてしまい、当初はそれに苦悩していたが、とあることがきっかけで自らの行いを反省し、道子と和解した。性病を伝染させることで米兵へ復讐する娼婦というモチーフは、「黒い」シリーズの『黒い川の流れに』と同一である（この設定はアニメ映画版の『黒い雨にうたれて』にも使われている）。
中村 勉（なかむら つとむ）
ゲンの同級生。友子が誘拐された際、自ら探偵役を買って出て、ゲンに大覚寺を紹介した。

## 波川中学校の関係者と家族たち
太田（おおた）教諭
ゲンの中学の時の担任で、数学担当。他の教師のように体罰を加えず、労を惜しまぬ熱心な教え方からゲンを始めとした生徒達に慕われていたが、戦争反対派でデモにも参加しており、警察予備隊の設立に反対を唱えていたためにレッドパージで公職追放され、学校を去ることになる。自身を慕い自分の下宿に集まった生徒達を学校に戻るよう促し、今後も反戦を広めていくことを約束する。一度は薬物を注射しようとしたところをゲンに見つけられ、ゲンに一喝されてから注射器を叩き割り、思い留まる｡その後、私塾を開いた際は偶然ゲンに再会し、卒業式に出席する彼を激励した。
相原 勝男（あいはら かつお）
ゲンの中学の同級生で、原爆で家族を失った。戦争を肯定する主張をしてゲンと対立したが、それは原爆症の発症で医者から余命の宣告を受けており、生きることに対する虚無感を抱いたためで、本心では戦争を憎んでいた。投球のコントロールがよく球威もあり、それを活かしヤクザ（街宣右翼）を懲らしめたこともあるが、そのヤクザに後頭部を殴られて医者に「今夜がヤマ」と言われるほどの大怪我を負った。その後、自宅の近くでゲンや隆太とキャッチボールをするまで快復し、「お前はプロ野球の大投手になれる」とゲンから励まされ、生きる勇気を持つ。
相原 トミ（あいはら  - ）
相原の義母。相原とは焼け跡で出会い、相原に「死んだ自分の母親に似てるから一緒にいたい」と言われて生きる勇気を持ち、自身も同年代の息子を失ったこともあって一緒に暮らし始めた。しかし、相原が自ら死ぬことを願うようになると、彼を説得してはいたものの、「あの子は死なせた方がいいのよ」と諦観した。
横道 徹（よこみち とおる）
ゲンの中学の同級生。学校で問題を起こして少年院送りにされたため、ゲンとは面識が薄い。中学3年生になって釈放され、雨森曰く同学年の番長になったという。校長や他の教師達に少年院に入れられたのを怨み、卒業式では戦争や天皇制を嫌悪するゲンに同調した。卒業式後は校長や他の教師達を呼び出して仲間と共に集団リンチするが、集団でのリンチ行為を嫌うゲンから制裁されて撤退した。
波川中学校の校長
ゲンが通っていた中学の校長。共産主義を忌み嫌い、レッドパージの対象とされた太田教諭を共産主義者と決め付け、授業をボイコットして彼の自宅に集まった生徒達を連れ戻そうとする。卒業式終了後は他の教諭達共々横道達にリンチを受け、皮肉にも卒業式で国歌斉唱を阻止して卒業式を台無しにしたゲンに助けられる。その後、ゲンに礼を述べるが「心の底から子供が好きな人以外は教師になるな」などとゲンに一喝された。
平岡（ひらおか）
英語担当で、校長と共に登場することが多い。平手打ちでの体罰をし、それを愛の鞭という単語で正当化していたため、生徒から嫌われている。卒業式終了後は校長や教師ら同様に横道グループから報復リンチされる。ゲンに救出されるが他の教師共々体罰行為などを叱責された。
片山（かたやま）
職業科担当。ソロバンの上で正座させるという体罰をするため、嫌われている。卒業式終了後は校長や平岡ら同様に横道グループから報復リンチされる。
久保川（くぼかわ）
体育担当で、敗残兵。裸で冬の運動場走りという体罰をするため、嫌われている。卒業式終了後、校長や平岡ら同様に横道グループから報復リンチされる。
広川（ひろかわ）
国語担当の女性教諭。教員室みせしめ立ちという体罰をするため、上述の教師ら同様に嫌われている。卒業式終了後は校長や平岡ら同様に横道グループから報復リンチされる。
大袋 大二（おおぶくろ だいじ）
卒業式に参列した父兄で、県会議員である尊皇家。卒業式の際に国歌斉唱で君が代を歌うことに反対したゲンが卒業式を滅茶苦茶にしたとして、校長に抗議して、ゲンに天皇を侮辱されたことに憤りを露にした。しかし、同じ父兄である義眼の男性に反論された。3日も寝ずに卒業式に関係ない天皇を崇めたてる祝辞を考えて卒業生に言おうとしようとした。そのためゲンに怒りを露わにしていた。
義眼の男性
卒業式に参列した父兄。天皇の戦争責任に言及したゲンの考えに理解を示している。過去に徴兵されて軍隊生活で上官に馬の手入れの悪さにより馬の排泄物まみれにされ、棒で何度も殴られたことで左目を失明し、このような苦い経験を語る際に周囲の前でその義眼を外している。敗戦により軍隊がなくなったので日本は戦争で負けてよかったと述べている。

## ヤクザとその関係者
グループを正確に分けると、「大場・三次」「岡内組」「打山組」「麻薬密売」の4つである。主要的なヤクザキャラクターはほとんどが隆太に殺傷されており、特に「岡内組」以外のグループは元と隆太の別れの原因となった。他には、「日本鉄血党」の街宣右翼、占い師の男、光子に絡んできた男といった様々なヤクザが登場しているが、いずれもゲンたちに撃退されている。
大場（おおば）
かつての島田組の構成員。現在は終戦当時から無所属で、身内は死亡している。当初は素性を隠しながら、浮浪児を集めて利用し、食料や金を得ており、ゲン達を騙して進駐軍駐屯地から盗ませた粉ミルクを闇市で売りさばいた上に真相を知って挑みかかってきたゲンと隆太を三次に命じて返り討ちにする。その後、銃を手にした隆太に射殺された。アニメ映画版では闇市の商人として登場し、大金で粉ミルクを買おうとするゲン達に驚いており、隆太に射殺されずに生存している。
三次（みつぎ）
大場の弟分で、着流しのヤクザ。大場と同じく身内は物故である。生き別れだった大場と闇市で再会し、大場が新しく組を構えるために協力する。その後隆太に命乞いをするも叶わず、大場と共に射殺された。アニメ映画版では大場同様、大金で粉ミルクを買おうとするゲン達に驚いており、隆太に射殺されずに生存している。
政（まさ）
岡内組幹部で、サングラスをかけている。世間では「首切りの政」と言われており、警官からも恐れられている。大場や三次を殺して逃走していた隆太達を匿い、舎弟として働かせる。しかしドングリの死をきっかけに隆太達は脱走を図り、強制的に連れ戻そうとするが、後述の秀にゲンが痛めつけられたところを見て、隆太が激昂。逆に腕を撃たれて負傷し、身の危険を感じて逃走し、以降は姿を現さなくなった。同名のアニメ映画版オリジナルキャラクターとは無関係。
秀（ひで）
岡内組幹部で、角刈りが特徴の政の弟分。脱走を図った隆太達を連れ戻そうとするが、それに対抗しようとしたゲンを痛めつけた。しかしそれを見た隆太が激昂し、逆に撃たれて負傷、以降は姿を現さなくなった。
打山組の親分
打山組の親分。賭場を主催していた際に隆太が荒らしに入り、隆太の作った偽のダイナマイトに脅され、大金を持たされたまま川に連れられて行き、そこで隆太に騙されたと知って激怒したが、片腕を撃たれて川に落ちる。その後、部下に隆太殺害を命じ、広島市全域（広島駅、横川駅、己斐駅、宇品港）に包囲網を敷き、それにより隆太は東京逃避を断念し、自首する事を余儀なくされた。
竜造（りゅうぞう）
打山組幹部で、いつも懐にダイナマイトを持っていることから「マイトの竜造」と呼ばれている。政の指示を受け、靴磨きのふりをして近づいたドングリに射殺される。
クロ
打山組の構成員。賭場の前で立ち番をしていたところを通りかかった隆太と揉め、その場は隆太の股間に蹴りを入れて収まったが、隆太が賭場荒らしに入った時は仕返しに股間を蹴られてしまう。その後、隆太が打山組の包囲網が敷かれた広島市から逃亡しようとした際に再び対峙。そこに割り入ったゲンに妨害されるも退けゲンは負傷したが、それを見て怒りを覚えた隆太に腕に撃たれて負傷する。
バー「マドンナ」のマスター
サングラスをかけている、表向きはバーのマスターだが、本当の顔は麻薬売人のヤクザである。ムスビに「ビタミン剤」と偽って麻薬中毒にし、金を巻き上げた挙句、無断で自宅に侵入して無一文となりながらも麻薬を打ってくれるよう懇願するムスビを暴行し、川に捨てて死に追いやった。その後、復讐の怒りに燃えた隆太に片腕、ついでに頭部を撃ち抜かれて死亡した。
大場 ミチ（おおば  - ）
バー「マドンナ」の女給で、マスターの愛人。マスターと共にムスビを麻薬中毒にするが、復讐に来た隆太に拳銃で右手の甲を撃ち抜かれ、隆太に親分を呼び出される。彼女だけ殺されずに済み、隆太が親分を射殺した後は外出して周囲に助けを求めていた。
麻薬密売の親分
バー「マドンナ」のマスターと大場ミチの親分。スキンヘッドの付き人がおり、飼い猫のタマを連れている。「子分が死んで親分だけが生き残るのは不公平だ」として隆太に付き人共々頭を撃ち抜かれて死亡する。

## ゲンの人生に関わった人々
大原 夏江（おおはら なつえ）
ゲンが似島へ米を貰いにいった際に出会った少女。もともと日本舞踊の踊り子だったが原爆で母を失い、自身も顔にケロイド状の大火傷を負う。ゲンの姉・中岡英子に瓜二つで、ゲンらの姉貴分として慕われる。顔全体の火傷を苦にして何度も自殺を図るが、ゲンに止められ叱咤される。2巻で登場しゲンと別れ、6巻で入水自殺を図ろうとしたところでゲンに助けてもらうところで再会し、原爆孤児の隆太・勝子・ムスビの仲間に入り共同生活するようになり明るさを取り戻した。そこで勝子らと洋裁店を開く決意をする。しかし盲腸で入院後に再び死を考えるようになり、広島市郊外の五日市町に住む陶芸家に自分の骨壺を作りたいと訪れたこともあった。そこで骨壷を作るが生きる勇気を与えるためにゲンに壷を割られ、ゲンの叱咤で立ち直ったのも束の間、直腸ガンに急性心臓麻痺を併発してこの世を去る。死後にABCCの関係者が来るが、ゲンに追い返される。夏江の遺骨は後にゲンが作り直した骨壷に納められた。当初は比治山の頂上に埋葬する予定だったが、ABCCの施設が鎮座していたため、結局中岡家の墓に納められることとなった。なお、彼女も勝子同様、1950年にはスカート姿となる。
中尾 光子（なかお みつこ）
女子学生。ゲンが中学の卒業式の帰路、雨森と別れた直後の広島市内の左官町電停で出会い一目惚れした。当初はゲンと犬猿の仲だった父の重蔵に叱られるのを恐れて交際を嫌がっていたが、隆太の一喝とゲンの想いを受けて後に交際を始め、厳島に初デートをした。ゲンの初恋の相手で、将来は医師を目指していた。原爆が投下された時は母に頼まれた品物を取りに防空壕の中に入っていたため助かったが、母と弟の悟（さとる）は熱線で皮膚にヤケドを負い歩けなかった。結局自分の死を恐れて2人とも見殺しにしてしまい、そのことを後悔していたが、同様の経験を持つゲンに励まされ立ち直る。ゲン同様激しく天皇を嫌っており、出鱈目でいい加減な皇国史観を信じ切った女も大馬鹿と発言している。また、父・重蔵の戦争狂にはとても心を痛めている。
清楚かつ端麗な容姿とは裏腹にゲンと同じくらいに気が強く、襲い掛かったヤクザに焼きたてのお好み焼きを顔面に押しつけてこらしめた。
帰宅して間もなく、入浴中に大量に吐血し白血病で死去する。彼女の死は、重蔵の改心とゲンとの和解に繋がった。
中尾 重蔵（なかお じゅうぞう）
光子の父。ゲンがアルバイトをしている看板屋『中尾工社』の社長で隻眼の元大日本帝国陸軍軍曹。いわば軍人時代は飛竜部隊所属の鬼軍曹であったが、終戦後も「軍国酒場」に通い、スクーターを運転中に軍歌を口ずさみ、会社での朝礼の際の作法が軍隊式だったり、社歌は軍歌の歌詞を替え歌にするなど病的な戦争賛美者で、たびたび従業員に暴行を働いたり等と軍人を引退しても鬼軍曹であった。しかし一方で、原爆で生き残った唯一の家族である娘の光子を溺愛している。軍隊の印刷インキを安価で手に入れて看板屋を始めたという経緯を持つ。ゲンとは会社で決別して以来犬猿の仲であり、ゲンは光子の父親が重蔵であったことを知りショックを受ける。スクーターのパンクを部下の黒崎のせいにして殴り、娘の光子が白血病で死んだ際には光子の死をゲンのせいにして殴ろうとする（逆にゲンに殴り返された）など、責任転嫁の激しい性格でもあった。しかし娘の死後、ゲンから光子が死んだ原因が重蔵自身が美化し続けていた戦争であると言われた事と、部屋に残された父親へのメッセージを兼ねた遺書を読んだのを境に戦争を美化し続けた己の愚かさを恥じ、核兵器と戦争を憎む平和主義者へと転じる。光子の遺書からゲンが愛娘の光子を心から愛してくれたことを知り、ゲンとも和解した。なお、和解の際にゲンから受け取った生前の光子の肖像画に感動し、ゲンの画家としての才能を認めている。ゲンが東京へ旅立つ際、多額の餞別を渡して天野星雅・達郎とともにゲンを見送った。
実際に作者は看板屋に就職し、重蔵のような軍隊帰りの親方から暴行を受けている。
ゲンを校門前で呼び止めた女性
中年女性で名前は不明。広島に原爆が投下された1945年8月6日8時15分直前、校門に入ろうとしたゲンを呼び止め、その日の授業はどこで行なうかを聞く。この時ゲンは学校の塀を背にしてちょうど日陰に入っていたため、直後に投下された原爆の閃光や爆風の直撃を浴びずに済むことになり、逆にこの女性は閃光と爆風の直撃を受けて熱線で皮膚が焼きただれ即死した。ゲンが初めて目にした原子爆弾の犠牲者である。作者の中沢の原爆投下時の実体験に基づくエピソードであり、中沢は「人間の生き死にの運は、まったく紙一重の差で決まるものだ。」と述べている。
アニメ映画版ではゲンと同じ小学校の女子生徒になっている。また、この時ゲンは塀を背にしていないが、落とした石を拾おうとしてかがんだ際に塀の影に隠れた形になっており、女子生徒は熱線を浴びて顔半分を焼かれ、死亡している。テレビドラマ版では「おおのみのる」の母親と名乗っていたが、こちらも同様に死亡している。
大川 節子（おおかわ せつこ）
原爆投下直後にゲンと君江が出会った第一女子高一年五組の女子学生。家族は父・弘吉（ひろきち）、母・ミヨ。
被爆したことで全身に大火傷を負い、君江に自身が死んだことを両親に伝えるよう伝言を残し、そのまま死亡した。遺体はゲンによって埋葬された。
被爆したアメリカ兵捕虜
原爆投下以前に、広島に収容されていた。広島市民は捕虜に対し石をぶつけたりするなど憎悪を抱いていたが、大吉はアメリカ兵にも家族がいることを思い憎悪を抱かなかった。その後中岡家は、アメリカ兵の捕虜が捕虜収容所を空襲から守るためにペンキで「P文字」を屋根に書いていたことを知り、中岡家の自宅の屋根にもペンキで「P文字」を書いて捕虜が収容されているように偽装したが、原爆投下によって水の泡となる。
原爆投下後に、アメリカ兵捕虜は熱線で皮膚が焼きただれ死亡しており、生き残った被爆者から石をぶつけられ憎悪の対象になっていたが、ゲンは被爆死した捕虜を哀れみ、自国の兵士を巻き添えにした原爆投下に対し憤っていた。
兵士
ゲンが米を探す途中で出会った兵士。熱中症で倒れたゲンを死体だと勘違いして火葬しようとした。熊本県出身で、良太・信吉という2人の息子がいる。やけどを負ったゲンを救護所に運ぼうとしたり、ゲンに自分の分の乾パンをあげるなど、優しい性格の持ち主。原爆で死亡した罪の無い人達のためにも、アメリカ兵を倒すという旨の発言をする。救護所に向かう途中、血便を垂らし、髪の毛が抜け、炎天下にもかかわらず寒気を訴えて吐血して倒れ込んだ。ゲンが意識が混濁した彼を運んで救護所に向かうも、着いた時点で死亡してしまう。救護所の軍医によると、放射能による障害であり、救護所に駆けつけてきた他の元気な兵士達もそれが原因で死亡しているという。それを聞いたゲンは原爆の恐ろしさを知り、泣き叫んだ。
ドラマ版では倉田伸介と言う名前が付いており、しかも血便を垂らしたり吐血したりする場面は一切無く、寒気を訴えて倒れてからゲンによって救護所へ運ばれ、救護所へ着いた直後に死亡してしまう。
正太郎
広島の親類の家に遊びに来たが、原爆に巻き込まれて命を落としてしまった。
正太郎の母親
ゲンが米を探す途中で出会った女性。桃を一つあげ、ゲンから励ましの言葉を貰った。ゲンは桃を君江に食べさせようと思っていたが、喉を嗄らした夏江を救うために彼女にあげた。
似島の一家
ゲンが似島で会った一家。当初はからかい半分で浪曲を頼むが、ゲンの心のこもった浪曲に感動し、米をあげた。テレビドラマ版ではゲンに騙されそうになった子供の家族という設定になっている。
鉄男・さち子（てつお・ - こ）
ゲンと隆太が、疎開中の昭を迎えに行く道中で出会った兄妹。母親と共に島根県の松江にいる親戚の家に向かう途中に母親が体調不良で倒れ、食料調達のため、農家の近所で鉄男が空腹を訴えるさち子をあえて殴り、人々からの同情心を利用して食料を恵んでもらっていた。初めはゲン達を追い払うが、鉄男も体調不良で倒れて身動きがとれなくなったことから、代役を務めてくれたゲンたちに感謝する。感謝の礼としてゲンに種麦を渡した。
大覚寺の和尚
大覚寺の和尚。友子を探す為、クラスメイトの中村の紹介で来たゲンにお経を教えた。当初は不謹慎なことを言うゲンを怒っていたが、ゲンがお経を覚えた時は心の中で褒めていた。
民吉（たみきち）
雨森の住む原爆スラムの住民。原爆投下時の大怪我で右眼と左足を失い、顔の右側には熱傷によるケロイドが残っている。原爆症で死期にある娘の春の「死ぬ前に、生き別れた娘の泰子（たいこ）に会いたい」という願いをかなえるため、赤ん坊を貸してくれるよう奔走するがことごとく断られる。そこで、ゲンの家から友子を連れ出し、泰子が生きていたと嘘をついて春を元気づけようとする。初めは鉄達にゲンを追い払ってもらっていたが、ゲンの強い訴えで自分の身勝手さを恥じて友子を引き渡すことにした。
春（はる）
民吉の娘。原爆投下当時、夫の達二（たつじ）と民吉、生後2週間の娘の泰子と暮らしていた。原爆投下で達二は死亡。泰子を連れて民吉と共に逃げる途中、炎にまかれて泰子を見失う。泰子に会いたいという願いを持ったまま原爆症で死の床に倒れ、民吉が連れてきた友子を泰子と信じ、子守唄を歌ってあげながらこの世を去る。
鉄・銀太・三吉・幸吉（てつ・ぎんた・さんきち・こうきち）
いずれも雨森の住む戦後集落の住民。原爆で家族を亡くし、原爆症の死の恐怖から酒と喧嘩に明け暮れる日々を過ごしていたが、民吉が拉致してきた友子によって生きる希望を持ち始める。彼らは友子を「わしらのお姫さま」と慕っていた。初めは雨森ともども友子を取り戻すゲンを因縁を付けてまで追い払っていたが、ゲンの強い訴えで改心して友子を引き渡し、友子の治療費を捻出するために働く。最後はゲンと共に友子を弔う。
鉄夫・三郎（てつお・さぶろう）
米兵に骸骨を売り歩いていた兄弟。原爆投下前は大豪邸に住んでいたが、原爆で家と両親を失い、弟の三郎も失明してしまう。アメリカへの復讐と三郎の眼の手術費を稼ぐため、拾い集めた骸骨を売る。
廣川 千恵（ひろかわ ちえ）
ゲンが出会った女の子。男の子にいじめられていた所をゲンに助けられる。
廣川 清吉（ひろかわ せいきち）
千恵の父。ABCCにて調査用死体の収集の仕事をしている。献体を募るためにあちこちの家を廻るたびに「死体をあさるハゲタカ」と罵られ、そのため娘の千恵がいじめられている。娘のために仕方なく汚れた仕事をしており、ゲンも彼を必要以上に責めはしなかった。ゲンに、ABCCと医者との癒着関係を話す。
倉田（くらた）
倒れた君江を診察した医師。ABCCでの診察を薦める。廣川清吉からABCCの真相を聞いたゲンに糞尿責めの仕返しをされる。その後も隆太に襲撃される宿で鮫島と一緒にヤクザのサイコロ賭博をするなど、悪事を続けている模様。
岩次・留吉・昭平（がんじ・とめきち・しょうへい）
ゲンがお金を集めていた時に会った孤児達。ゲンが入り浸っていた鉄くずを集める所に銅を持ってきたが、実際は造船所から盗んできたものであった。彼らの会話を盗み聞きしていたゲンも同じことをするために、ムスビと共に盗むための船を奪う。しかしその船は銅の積みすぎで沈没してしまった。
印刷工場の男
ゲンが持ってきた松吉の原稿を本にすることはできないと断る。原爆で家族6人殺されているが、これも仕方がないことだと諦観する。ゲンに極東軍事裁判で日本の戦争責任者として裁かれた親切な日本兵たちのことを話す（工夫して料理したゴボウを捕虜に食べさせたら「木の根を食わせた」として重労働30年、また他の捕虜を治療するためお灸を据えて快癒させたが「火あぶりにした」という扱いにされて死刑）。
マイク・ヒロタ（Mike Hirota）
進駐軍の少尉。日系アメリカ人の2世であり、日本語に堪能である。そのためゲンは当初ヒロタをアメリカ軍服を着ている日本人だと勘違いした。第二次世界大戦時のアメリカでは日系人の強制収容という差別があったために反日的思想であり、（ヒロタの視点で）卑怯な騙し討ちである真珠湾攻撃をした日本が報復として原爆投下をされるのは当然だと原爆投下を一貫して肯定しており、原爆の非人道性を告発する図書『夏のおわり』を無償で配っていたゲンと隆太とムスビを拘束し、呉市の基地へ連行する。米軍の工作機関であるキャノン機関とも関係があるらしく、ゲンたちを洗脳してスパイにしようと企むが、ゲンたちが拷問に備え、洗面器で尻を叩き、その際衝撃を逃がす特訓をしているところを見て、恐怖のあまり狂ったと勘違いし、狂人をスパイにしても役に立たないとして釈放する。
拷問を受けている男
呉市の基地に収容されている男性。ゲン・隆太・ムスビに拷問の恐ろしさやスパイの仕事を告げたあと、ヒロタらに再び拷問される。
彼の拷問されている声を聞いたゲンたちは拷問に備え、洗面器で尻を叩くなどの特訓をするようになった。
糞尿を集めている男
ゲンが墓参りしている時に出会った中年の男。他の家から糞尿を集めており、その糞尿を畑の肥料にし、育てた野菜を糞尿を貰う礼として家の住民に配っていた。無断で糞尿を取ったため、その家の住民達に追われていたところをゲンに助けられた。足を痛めたため、ゲン（後に隆太も加わる）が代役を引き受け、糞尿集め（桶一個分200円）を頼む。
倉持 勇造（くらもち ゆうぞう）
戦時中は満州にいた元大日本帝国陸軍軍曹。終戦後に鉄くずを貯め込み、それを売って大金持ちになる。歯はすべて金歯。朝鮮戦争の特需成金。悪路を猛スピードで車を飛ばし、歩いていたゲンと隆太を泥まみれにする。その後、レストランで再び出くわす。泥まみれにした件を悪びれもせず札束で解決しようとし、店内に大声で聞こえよがしな倉持の戦争賛辞、中国兵殺しの自慢話に怒ったゲンと暴力沙汰に発展する。歴戦の軍人だけにゲンと隆太の2人を腕力で圧倒するが、股間突きを食らい、その後愛車を石で破壊された。
陶芸家
広島市郊外の五日市町に住む陶芸家。妻・ウメと暮らしている。雪子(せつこ)という一人娘がいたが、学校に登校する途中で原爆で死亡している。病気で学校に行くのを拒否した彼女を無理矢理行かせたことを後悔している。自分の骨壺を作るために訪ねて来た夏江に壺作りを教えた。夏江の死後、彼女の骨壺を作るために訪ねて来たゲンに壺作りを教えた。
天野 星雅（あまの せいが）
木板に直接絵を描いて売っていた画家。作品は全く売れないが、絵画の腕は一流で、大月の代理を中尾から任せられるほどである。ゲンが政二から預かった油絵の具を譲り受ける。未来に希望を捨てないゲンに絵を教え、ゲンが政二との出会い以来、本格的に絵描きを目指すきっかけとなった。その後はゲンと共にアルバイトで中尾工社に勤めるが、朝礼のいざこざがキッカケで重蔵の戦争賛美に嫌気が差し、中尾工社を去る。その後、重蔵と和解したようで最後は東京へ旅立つゲンを共に見送る。
天野 達郎（あまの たつろう）
星雅の孫。生活苦により絵の具が買えない祖父のためにゲンの持っていた夏江の骨壷を金品と勘違いして盗むが、星雅に諭されて以降はゲンを兄のように慕う。また、黒崎と大月に痛めつけられているゲンを見かねて助けに入った。最後は祖父や中尾重蔵とともに東京へ旅立つゲンを見送る。
黒崎（くろさき）
ゲンがアルバイトをしていた看板屋の社員。国民学校6年生の時に原爆で家族親類を失って戦災孤児となり、その後、瀬戸内海の島にある寺の住職に拾われ、強制労働や拷問を受ける(この間に、思いを寄せていた少女が原爆症で命を落とした)。島を脱出した後、看板に書かれた「人工の虹」を見て感動し中尾重蔵の看板屋に入社、暴力を受けながらも大月の腰巾着として働く。元々は臆病ながら優しい性格だったが、ひねくれた性格・ヒガミ根性になってしまったのは外的要因のせいと自らを語り、ポジティブ思考で年下で自分より上達の早いゲンを僻む。また、悲惨な体験から寺の鐘の音がトラウマになっている。看板屋の朝礼に参加した際にあくびをしたり、ゲン達がクビになったことを喜び重蔵に殴られるなど、結局最後まで暴力を受けっぱなしだった。
大月 徹（おおつき とおる）
ゲンがアルバイトをしていた看板屋につとめる画家。自称広島一の絵描きで画家としての能力もそれなりだが、性格は非常に悪く、謝っているゲンにケンカをけしかけ、黒崎共々ゲンを痛めつける。仲介して来た達郎を傷つけられ怒ったゲンに投げ飛ばされた拍子に利き腕の右腕の骨を折ってしまい、全治3ヶ月の重傷を負う。その後完治し、看板屋の朝礼にも参加した際にゲンと星雅がクビになったのを喜んでいた。給料は他の社員よりも多く貰っているらしい。喫煙の習慣有り。
鉄・重（てつ・しげ）
黒崎のチンピラ友人。黒崎に唆されてナイフでゲンの腕を切断しようとしたが、逆にゲンにコテンパンにされる。

## 隆太の人生の途上にいた者たち
隆太の両親
両親ともに本名は不明。原爆が投下される直前、植木の水やりと障子の張替えをする為、庭にいた。原爆が投下され、父親は爆風によって木に胸を貫かれた状態で死亡。母親は両足を爆風によって切断され、隆太を逃がそうと石を投げ、炎に巻き込まれて死亡。二人の遺体は行方不明になっており、隆太は江波にある陸軍の射撃場で火葬した頭蓋骨を両親のものとして持ち帰った。
平山 松吉（ひらやま まつきち）
元新聞記者。博識の教養を備えており、小説を書いて金メダルを受賞するほどである。原爆投下前は広島市の十日市に住んでいたが、原爆で一家7人全員（両親、妻、3男1女）を失い、放射線障害の影響で疲れやすく（原爆ぶらぶら病）、家族を失ったこともあってまともに働くことが出来ず、親戚や職場からも嫌われて行く当てもなく呆然としていた所をゲン達と出会い、以降はゲン達と行動を共にし、孤児の施設への強制収容から守るため隆太達、孤児の父親代わりになる。また博識であることで、学校に行けない隆太や勝子の教育係ともなっている。温厚な性格であるが、ゲン達が陸軍の射撃練習場で手に入れた弾丸を横取りされそうになった際は、死を恐れず腕にナイフを刺して横取りを追い払っており、ゲンからはその迫力に恐れられ見直された。その後、隆太達との交流で元気を取り戻したが原爆症が悪化、自らの被爆体験に基づく小説『夏のおわり』を遺し、一瞬ながら本が完成したのを見届けてこの世を去る。
アニメ映画では、原作より高齢であり最後まで生存している。射撃練習場で弾丸の収穫にゲン達と協力するのは原作と同様だが、横取りが来るシーンはなくなっているので、終始温厚な性格になっている。また原作と同様に元新聞記者と判明しているものの、小説を書くシーンはなくなっており、原作では金メダルを売って餅を購入したが、アニメ映画では特に購入方法が言及されないまま餅を焼くシーンになっている。
ノロ
本名は中里年男（なかさと としお）。常に鼻水を垂らしている。元々は裕福な油屋の息子であったが、原爆で両親を失った。被爆後は性根の悪いおじさんを頼るも、両親の財産を奪われたうえに、嫌われ者として虐められ、妹をその虐待で失い、空腹に耐えきれずに盗みに入ったところをおじさんに捕まって警察に突き出され、感化院に収監される。その後、脱獄を企んだ隆太に一緒に連れて行くように頼み、脱獄計画の際に雨の日に一緒に火事を起こし、その混乱の最中に濡れた布を使って塀を越え、感化院から脱獄し、さらに囚人服から民間服に着替えるために小学生兄妹の服を奪い、広島に帰った。その後は包丁を携えて仇討ちを試みるも飼い犬の攻撃により返り討ちに遭って重傷を負う。川辺で隆太によって見つけられ、事情を知ったゲンも協力しておじさんを懲らしめ、両親の財産を取り返した。
ノロのおじさん
ノロの親戚。ノロの兄妹引き取り後に財産を奪い取り、虐待を重ねたことでノロに殺されかけるが、殺される寸前に凶暴な飼い犬でノロを殺そうとノロを追い返す。それから、ゲンと隆太を連れて再来したノロを再び犬に殺害させようとしたが、隆太に犬を射殺されたことで命乞いした。その後、15年間青春の全てを国のために犠牲にして戦争を戦うも敗戦を機に金しか信じられなくなり、鬱憤晴らしにノロ兄妹に八つ当たりしてしまったことが明らかになり、ノロに謝罪すると共にゲンと隆太の仲介により奪い取った財産を返した。解決後は、ノロ達に二度と自宅に来ないよう言いつけた。
新聞を読んでいたおじさん
1951年4月15日に隆太とムスビが出会ったおじさん。新聞が読めない隆太とムスビをボンクラ呼ばわりして怒鳴りつけたが、逆に「原爆で孤児になったため学校に行きたくても行けない」と抗議され、謝罪した。マッカーサーを尊敬していた様で、彼が解任されたという記事を見て不安になるが、隆太とムスビに「他人を当てにして頼るな、自分のことは自分で守れ」と論された。
トレビアン洋装店の店長
隆太とムスビが洋服の露天商をやってた際に出会った洋品店の店長。自身の店の隣で販売を行っていた隆太達に営業妨害だと抗議したが、同時に勝子がデザインした洋服を気に入り、店で仕入れたいと申し出る。

## 浩二の人生を取り巻く人々
熊井 大二郎（くまい だいじろう）
浩二が予科練の赴任途中に出会った、出撃を5日後に控えた特攻隊員。学徒出陣で海軍に来たため、母校にやり残した研究があった。浩二を「ヒヨコ」と呼んでいる。道で出会った浩二が予科練に向かうと知るやナイフで突きかかって怪我を負わせたり、怒鳴りまくるなど、荒っぽいところがあるが、本来は家族思いな優しい性格。特攻の志願者募集の際に周囲に睨まれたことにより同調圧力に屈して特攻隊に志願したものの、非人道的な特攻作戦に対して怒りを抱いていた。また母親と婚約者・夏子（なつこ）への未練があり、出撃の飛行ルートに実家周辺があったために隊列を抜けて実家上空で周回したことで燃料切れで飛行機を墜落させてしまい、上官から叱責されて非国民のレッテルを貼られてしまう。その後、自暴自棄になって死を決意し、呑んだくれながら生に対する思いを浩二に託す。浩二に自分の髪と爪を母親と婚約者に渡してくれと頼み、中山と旧制三高の寮歌「紅萌ゆる丘の花」を歌って見送った。その後の消息は不明である。
中山（なかやま）
熊井と共に浩二が予科練の赴任途中に出会った、特攻隊員。酔った熊井から浩二を庇ったりする優しい性格である。熊井同様その後の消息は不明。
花田 照吉（はなだ てるきち）
浩二の予科練での同期生。カッコいい予科練に憧れて志願したが、訓練で連日失敗を繰り返し、教官には殴られ、他の同期からは罵られる日々を送っていた中で唯一浩二に励まされていた。その後、訓練についていけなくなった余りに脱走を図るが、崖から落ちて左足首を骨折して失敗。連れ戻された後に教官からリンチされたことで全てが嫌になり、翌日トイレで首吊り自殺した。しかし、その死は大河原と大堂が口裏を合わせ、表向きは訓練中の事故として処理される。その後来た両親は「名誉の死」として喜んだが、浩二に真相を告げられても「なんてことを言うのだ」と逆に浩二をなじった。
大河原（おおがわら）
浩二の予科練の教班長で、階級は兵曹。花田の失敗で浩二を始めとした他の予科練生にも連帯責任として海軍精神注入棒で尻を叩くなどの罰を行う。花田の自殺後も何事も無かったかのような涼しい顔をしていた。
大堂（だいどう）
階級は少佐。大河原と口裏合わせで花田の自殺を訓練中の事故死として処理し、大河原に死なせない程度で鍛えるよう注意を促した。
竜（たつ）
浩二が働いていた炭鉱の先輩。浩二が稼いだお金にたかって酒を飲んでいる。
居酒屋の女性
竜や浩二にもう飲むのをやめろと登場し、その理由は弟を特攻隊で亡くしたため、若い男にだらしなくなって欲しくないと言うも浩二に「酒を飲まないとやり切れん」と言われた。
広子（ひろこ）
浩二の婚約者で、ゲンも一目で絶賛するほどの美人。浩二らの家が壊される前にアパートに浩二と共に移り住んだ。その後、浩二と結婚する。

## 昭の人生に関わった者たち
岸（きし）
集団疎開で引率した教師。口の周りに髭を生やしている。非常に短気で厳格な性格であり、生徒を強くさせるという理由で畑の芋を盗み食いした昭達を何度も殴り（寺に戻った後でもしぼるつもりだった）、昭達が脱走する原因を作った。終戦時、日本が負けたことで涙を流した。
大里（おおさと）
集団疎開で引率した女教師。三つ編みが特徴。岸とは正反対で生徒思いな優しい性格。広島に戻り、脱走した昭と田村を連れ戻しに来た。終戦時、日本が負けたことで岸やその他の教師達共々涙を流した。
田村（たむら）
昭の友人。集団疎開するも、ひもじい生活に耐えきれず、昭と共に脱走する。その後、昭や大里と共に疎開先の村に戻った。終戦時は原爆で家族が死んだのではないかと心配していたが、幸いにも家族が一部生存していたため、家に帰った。
村の子供達
集団疎開先の村に住む子供達。昭達をよそ者呼ばわりして暴力を振るい、昭達が脱走する原因を作った。
米川（よねかわ）
昭の友人。集団疎開をした際、広島に原爆が落ちたことを聞き、家族の安否を心配していた。原爆で母親と弟達を失うが父親が生存しており、迎えに来た父親と共に広島に帰った。
広田（ひろた）
昭の友人。集団疎開をした際、広島に原爆が落ちたことを聞き、花占いをしながら家族の安否を心配していた。原爆で父親と姉を失うが母親が生存しており、迎えに来た母親と共に広島に帰った。
和尚
集団疎開先の寺の和尚。一人ぼっちになった昭を心配しており、惨い事をした戦争を怨んでいる。昭が無事に家族と再会出来た際は笑顔で喜んでいた。

## その他の人々
剛吉（ごうきち）
大吉の話で登場した中岡家の親類。海軍に入るも戦争で目が潰れ、四肢も切断されるという悲惨な姿となって帰宅。近所からは軍神と褒め称えられるも、介護している両親共々生き地獄を味わっており、剛吉自身は殺してくれと懇願している。ドラマ版には登場はしないものの彼らしき人物の存在が語られた。
母親
君江が友子に母乳を提供してくれる母親を探している時に出会った女性。泣き叫ぶ友子に嫉妬のあまり「死ね！」と文句を言うが、原爆で死んでしまった我が子を思い、自身の母乳を与える優しさを見せた。
杉田（すぎた）
君江の話で登場した大吉の友人で、演劇を通じて戦争反対を訴える反戦活動家。特高警察に追われつつ、巧みに逃げ回ったものの、自身の仲間の振りをして接近したスパイによって逮捕された。逮捕後は特高警察に爪を剥がされ、足を畳針で刺され、水を耳や鼻に流し込み、体を殴る蹴るなどの拷問により、考えを変えさせられようとするものの自身の反戦論を覆すことはなく、ついには殺害される。彼の死体は心臓麻痺として事故処理された。
おばさん
ゲンたちが闇市に行ことした帰りに、妊婦を装い闇で買い物した物を隠して検問所を通り過ぎた。
島の住職
瀬戸内海の小島に住んでる住職で、原爆孤児を15人も保護していることから慈悲深いお坊さんと住民から慕われているが、実は原爆孤児の援助金を使って贅沢三昧する守銭奴で、孤児を一日中こき使い、病気の孤児に金を出さず、さらに自分に歯向かわないよう自分に逆らった孤児を見せしめに拷問するなどの悪事を働いている。孤児であった黒崎を引き取るが、黒崎が想いを寄せていた孤児が原爆症で体調を崩した際に治療費を出さないばかりか、「死んだらただのお経を唱えてやる」と悪態をついたため、怒りに駆られた黒崎に襲いかかられる。しかし、子供の上に栄養失調で体力も弱っていた黒崎が勝てる相手ではなく返り討ちしたばかりか、棒で何度も殴り、三日断食させている前で食事を取る嫌がらせをし、さらには牛小屋で牛の糞尿まみれにするなどの虐待を行ったため、結局黒崎には脱走されてしまった。
川村 完次（かわむら かんじ）
光子の話で登場した光子の小学校時代の同級生。話の中で原爆で家族や親類を亡くし、ヤクザに拾われる。その後、親分に対立する組の幹部をキャバレーで皆殺しにすれば大幹部に出世させると唆されてダイナマイトを投げ実行したが、逃げる際に対立する組の者に蜂の巣にされて死亡した。皮肉にも完次の組と、対立していた組は彼の死後に同盟関係を築いたため、光子は「彼は何のために殺されたのか」と嘆いた。
お好み焼き屋のおばさん
10巻でゲン・光子・隆太が食事したお好み焼き屋の店主。戦時中はかなりの軍国主義者であった模様。完次の話を聞いて「戦争はいかんよ、男が戦争して女が泣くんよ」と言ったが、光子に「女も悪いんよ！」と言われて、最初こそ抵抗したが最終的に何も言い返せなくなった。

## 実在の人物
天皇（てんのう）
戦後に荒廃した広島に行幸で訪問した。ゲンは、父・大吉の教育の元で天皇には戦争を起こした責任があること（昭和天皇の戦争責任論）を主張しているため、戦後も国の象徴として生きていた天皇を激しく憎んでおり、君が代が国歌であることも嫌っている（卒業式で君が代を歌おうとしたのをゲンがやめさせて生徒全員で「青い山脈」を歌うシーンがある）。
ダグラス・マッカーサー（Douglas McArthur）
連合軍最高司令官であり、連合国軍最高司令官総司令部。第7巻でゲンにとって、アメリカ側の戦争責任者として、日本側の最高責任者である天皇とともに、憎悪の対象になっている。後の朝鮮戦争で中華人民共和国に戦争を仕掛けると過激な命令を出したためにトルーマン大統領に司令官を解任された。その際、戦後日本に自由と民主主義をもたらした恩人として彼の帰国を惜しむ日本人の姿も描かれる。隆太は「マッカッカ元帥」と呼んでいた。
アルベルト・アインシュタイン（Albert Einstein）
米国の物理学者。劇中では、広島型原爆の実験に参加している。また、原水爆禁止世界大会を提唱したことも、劇中では記述されている。